# Biegi narciarskie na Zimowych Igrzyskach Olimpijskich 1928
Konkurencje biegów narciarskich podczas Zimowych Igrzysk Olimpijskich w 1928 roku zostały przeprowadzone w dniach 14-17 lutego w St. Moritz. W ramach igrzysk zawodnicy walczyli w dwóch konkurencjach indywidualnych: biegach na 18 i 50 km. O medale igrzysk olimpijskich biegacze narciarscy rywalizowali po raz drugi w historii.
Zawody odbywały się w trudnych warunkach atmosferycznych. Bieg na 50 km rozpoczął się w temperaturze około 0 °C, a prognozy wskazywały na ochłodzenie. Jednak już godzinę po starcie biegu nagły powiew fenu spowodował podniesienie się temperatury do 25 °C. Biegacze rywalizowali w topiącym się śniegu, co skutkowało bardzo słabymi czasami. Trzy dni później, podczas biegu na 18 km, nastąpiło ochłodzenie. Temperatura wynosiła –7 °C, a trasa była miejscami oblodzona.

## Terminarz
| Data           | Miejscowość | Konkurencja            | Złoto                | Srebro         | Brąz             |
| -------------- | ----------- | ---------------------- | -------------------- | -------------- | ---------------- |
| 17 lutego 1928 | St. Moritz  | Bieg mężczyzn na 18 km | Johan Grøttumsbråten | Ole Hegge      | Reidar Ødegaard  |
| 14 lutego 1928 | St. Moritz  | Bieg mężczyzn na 50 km | Per Erik Hedlund     | Gustaf Jonsson | Volger Andersson |

## Mężczyźni

### 18 km
| Miejsce | Państwo   | Zawodnik                | Czas    |
| ------- | --------- | ----------------------- | ------- |
|         | Norwegia  | Johan Grøttumsbråten    | 1:37:01 |
|         | Norwegia  | Ole Hegge               | 1:39:01 |
|         | Norwegia  | Reidar Ødegaard         | 1:40:11 |
| 4.      | Finlandia | Veli Saarinen           | 1:40:57 |
| 5.      | Norwegia  | Hagbart Håkkonsen       | 1:41:29 |
| 6.      | Szwecja   | Per-Erik Hedlund        | 1:41:51 |
| 7.      | Szwecja   | Lars Theodor Jonsson    | 1:41:59 |
| 7.      | Finlandia | Martti Lappalainen      | 1:41:59 |
| 9.      | Szwecja   | Sven Utterström         | 1:42:04 |
| 10.     | Finlandia | Ville Mattila           | 1:44:37 |
| ...     |           |                         |         |
| 18.     | Polska    | Józef Bujak             | 1:54:38 |
| 23.     | Polska    | Zdzisław Motyka         | 1:58:10 |
| 25.     | Polska    | Andrzej Krzeptowski     | 1:59:02 |
| DNF     | Polska    | Karol Gąsienica Szostak | –       |

Data: 17.02.1928

### 50 km
| Miejsce | Państwo          | Zawodnik             | Czas    |
| ------- | ---------------- | -------------------- | ------- |
|         | Szwecja          | Per-Erik Hedlund     | 4:52:03 |
|         | Szwecja          | Gustaf Jonsson       | 5:05:30 |
|         | Szwecja          | Volger Andersson     | 5:05:46 |
| 4.      | Norwegia         | Olav Kjelbotn        | 5:14:22 |
| 5.      | Norwegia         | Ole Hegge            | 5:17:58 |
| 6.      | Finlandia        | Tauno Lappalainen    | 5:18:33 |
| 7.      | Szwecja          | Anders Ström         | 5:21:54 |
| 8.      | Norwegia         | Johan Støa           | 5:25:30 |
| 9.      | Finlandia        | Martti Lappalainen   | 5:30:09 |
| 10.     | Rzesza Niemiecka | Otto Wahl            | 5:34:02 |
| ...     |                  |                      |         |
| 13.     | Polska           | Andrzej Krzeptowski  | 5:36:55 |
| 19.     | Polska           | Józef Bujak          | 5:44:19 |
| 27.     | Polska           | Franciszek Kawa      | 6:11:08 |
| DNF     | Polska           | Stanisław Wilczyński | –       |

Data: 14.02.1928

## Klasyfikacja medalowa
| Lp. | Kraj     | złoto | srebro | brąz | razem |
| --- | -------- | ----- | ------ | ---- | ----- |
| 1.  | Norwegia | 1     | 1      | 1    | 3     |
| 1.  | Szwecja  | 1     | 1      | 1    | 3     |